# Quận Erie, Pennsylvania
Quận Erie là một quận trong tiểu bang Pennsylvania, Hoa Kỳ. Quận lỵ đóng ở Erie6. Theo điều tra dân số năm 2010 của Cục điều tra dân số Hoa Kỳ, quận có dân số 280.566 người.2 Quận Erie được lập ngày 12 tháng 3 năm 1800 từ quận Allegheny sáp nhập các khu đất thuộc Erie Triangle tranh chấp năm 1792. Trước năm 1792, khu vực này cả New York và Pennsylvania đều tuyên bố chủ quyền cho đến khi chính quyền liên bang can thiệp See interactive Pennsylvania County Formation Maps

## Địa lý
Theo Cục điều tra dân số Hoa Kỳ, quận có diện tích km², trong đó có km2 là diện tích mặt nước. Quận Erie phía đông bắc giáp quận Chautauqua, New York, phía đông giáp Warren County, phía nam giáp Crawford County, phía tây giáp quận Ashtabula County, Ohio. Ngay phía bắc của quận là hồ Erie.